# Cardiak
Cardiak, de son vrai nom Carl E. McCormick, né dans le Comté de Burlington, dans le New Jersey, est un producteur de musique et compositeur américain. Il est connu pour ses collaborations avec des artistes hip-hop et RnB comme Ace Hood, Joe Budden, 50 Cent, Lloyd Banks, Freeway, DJ Khaled, Rick Ross, Trina, Red Café, Lil Boosie, Wale, Fabolous ou encore D-Block,. Ses productions sont souvent identifiables par une signature sonore « Cardiak ! » en début de chanson.

## Biographie
Cardiak est né à Willingboro Township, dans le Comté de Burlington, dans le New Jersey. Au début de sa carrière, il crée un beat pour la chanson Start it Up de Lloyd Banks, Kanye West, Fabolous, Ryan Leslie, et Swizz Beatz ; il se popularisera significativement grâce à cette chanson.
En 2012, il produit notamment les chansons Rocket de Peedi Crakk, We Going Hard de Bow Wow et Ace Hood, Take it Down de Kid Ink, Time Zone de  Marcus Moody et French Montana, City 2 City de Tone Trump et 4B's de Hardhead et Kid Ink. En 2013, il produit notamment les chansons Green de Ryan Leslie en featuring avec Fabolous, Act A Fool de Chase N. Cashe en featuring avec Smoke DZA, Kill That Noise de Rickie Jacobs, Gassed Up (HNHH Original) [No DJ] de Kid Ink, Hold It Down de Gudda Gudda, et Have Mercy de Ace Hood. En décembre 2013, il publie une nouvelle mixtape instrumentale intitulée The Emergency Room Vol. 2 (Instrumentals). En 2014, il produit la chanson Breathe Easy de Trae tha Truth, Troy Ave et Problem. En novembre 2014 est publiée la chanson Legends Never Die de  Young Chris, Beanie Sigel et Guordan Banks, produite par Cardiak. 
En juillet 2015, la chanson Beats One Freestyle de King Mez et Dr. Dre, produite par Cardiak, est publiée. En novembre 2015, Kid Ink publie la chanson I Been en featuring avec Vee tha Rula et Hardhead, produite par Cardiak.

## Discographie

### Mixtapes
- 2013 : The Emergency Room Vol. 2 (Instrumentals)

### Productions
- 2008 : Joe Budden - The Soul (sur l'album Halfway House)
- 2008 : Freeway - Mindstate Takover, Straight Madness, NP Finest, Back for More (sur l'album Month of Madness)
- 2009 : Lloyd Banks - On My Way (coproduit avec Dilemma) (sur l'album The Cold Corner)
- 2009 : Havoc - Whats That Smell, Thats How You Feel, Sex Tape (sur la mixtape From Now On)
- 2009 : Lil Twist - I'ma Do Me, King (sur la mixtape The Yearbook)
- 2009 : Lola Monroe - Make A Way, Art of Motivation, Divas Gettin Money (featuring Rasheeda), Bout Me (sur la mixtape Art of Motivation)
- 2009 : Ace Hood - Takeover (sur la mixtape Street Certified)
- 2009 : Ace Hood - Bout Me (featuring Ballgreezy) (sur Ruthless)
- 2009 : Lil Twist - Forever (sur la mixtape Class President)
- 2009 : Lola Monroe - Crazy World (feat Lil Boosie), Love Me (sur la mixtape The Untouchables)
- 2010 : Mike Knox - They Say I Got Issues, Let it Rock (Remix) (feat. Red Café & Beanie Sigel) (sur la mixtape Money Machine)
- 2010 : Meek Mill - Hate Is My Motivator, This Is How We Do It feat. Beanie Sigel, Mel Love & Mike Knox, Aint Gonna Sleep, Hardbody feat. Peedi Crakk & Shizz Nitti (sur la mixtape Mr Philadelphia)
- 2010 : Lloyd Banks - Take Em To War (feat. Tony Yayo), Unexplainable (feat. Styles P.), Start It Up (feat. Kanye West, Swizz Beatz, Fabolous & Ryan Leslie) (sur l'album H.F.M. 2 (Hunger for More 2))
- 2011 : USDA - Off Safety (sur l'album CTE or Nothing)
- 2011 : Red Café - The Realest (feat. Lloyd Banks & Fabolous), Big In The Hood, We Get It On (feat. Omarion) (sur l'album Above The Clouds)
- 2011 : Maybach Music Group - 600 Benz (feat. Jadakiss, Pill, Wale & Teedra Moses), Rise (feat. Cyhi Da Prynce & Curren$y) (sur l'album Self Made Vol. 1)
- 2011 : Fabolous - Y’all Don’t Hear Me Tho (sur la mixtape The S.O.U.L. Tape)
- 2011 : Ace Hood - Just Living, Real Big (sur l'album Body Bag Vol.1)
- 2011 : Tory Lanez - Slept on You (feat. Bun B) (sur la mixtape Swavey)
- 2011 : Kid Ink - My City (feat. Killa Kyleon, Red Café & Machine Gun Kelly) (sur l'album Daydreamer)
- 2011 : Cory Gunz - Shit Ain't a Game (feat. Pop Dolla$), Bedtime, Sick Em (feat. Kid Ink & Gudda Gudda) (sur la mixtape Son of a Gun)
- 2011 : Ace Hood - Letter to My Ex's, Spoke to My Momma, Real Big (sur l'album Blood, Sweat and Tears)
- 2011 : Triple C's - Fly (sur la mixtape Money Burning Motherfucker)
- 2011 : Meek Mill - Sparkle (feat. Young Pooh), Yall Dont Really Hear Me Tho Freestyle (sur la mixtape Dream Chaser)
- 2011 : Lay Low (feat. Young Chris, Meek Mill & Freeway) (sur l'album Third Power)
- 2011 : Young Chris & Cardiak - The Revival (mixtape)
- 2011 : Ace Hood - Pay Her Bills (sur la mixtape The Statement 2)
- 2012 : French Montana & Coke Boys - Headquarters (feat. Red Café) (sur la mixtape Coke Boys 3)
- 2012 : Meek Mill - Everyday, Lean Wit It (sur l'album Dreamchasers 2)
- 2012 : Maybach Music Group - Fountain of Youth (feat. Nipsey Hussle), Fluorescent Ink (sur l'album Self Made Vol. 2)
- 2012 : Bow Wow - Where My Dogs At, We Going Hard feat. Ace Hood (sur l'album Underrated)
- 2012 : Lloyd Banks - Live It Up, Show and Prove (sur l'album V.6: The Gift)
- 2012 : Rick Ross - Amsterdam, Diced Pineapples (feat. Wale & Drake) (sur l'album God Forgives, I Don't)
- 2012 : DJ Drama - Never Die (feat. Jadakiss, Cee Lo Green, Nipsey Hussle & Young Jeezy) (sur l'album Quality Street Music)
- 2012 : Ryan Leslie - The Black Flag (sur l'album Les Is More)
- 2012 : Meek Mill - Polo & Shell Tops (sur l'album Dreams and Nightmares)
- 2012 : T.I. - G Season (feat. Meek Mill) (sur l'album Trouble Man: Heavy Is the Head)
- 2012 : Joe Budden - Cut From a Different Cloth (feat. Ab-Soul), All In My Head (feat. Royce da 5'9"), More of Me (feat. Emanny & Kobe) (sur la mixtape A Loose Quarter)
- 2013 : Casey Veggies - Life$tyle (sur l'album Life Changes)
- 2013 : Wale - Bricks (feat. Yo Gotti & Lyfe Jennings) (sur l'album The Gifted)
- 2013 : Game - Kill Everything (feat. Diddy)  (sur l'album OKE: Operation Kill Everything)
- 2013 : Eminem - Groundhog Day (coproduit par Frank Dukes et Eminem) (sur l'album The Marshall Mathers LP 2 (édition Deluxe - disque bonus))
- 2015 : Dr. Dre - For the Love of Money (feat. Jill Scott, Jon Connor & Anderson .Paak (coproduit par Dr. Dre)), Deep Water (feat. Kendrick Lamar, Justus & Anderson .Paak (coproduit par Dr. Dre, Focus..., Dem Jointz, DJ Dahi) (sur Compton: a Soundtrack by Dr. Dre)